# Бородин, Михаил Маркович
Михаи́л Ма́ркович Бороди́н (фамилия при рождении — Грузенберг; 9 июля 1884, Яновичи, Витебская губерния — 29 мая 1951, Москва) — русский революционер, агент Коминтерна, советский государственный и общественный деятель.

## Биография
Родился в 1884 году в Витебской губернии в бедной еврейской семье, но детство и ранняя юность прошли в Латвии. С начала 1900-х годов работал в латышских социал-демократических кружках.
В 1903 году вступил в РСДРП, большевик.
В 1904—1905 жил в эмиграции в Берне. Во время Революции 1905—1907 — на подпольной работе в Риге. Делегат I конференции РСДРП и IV (Объединительного) Стокгольмского съезда РСДРП.
В конце 1906 эмигрировал в Великобританию. С начала 1907 до июля 1918 жил в США, где организовал школу для политических эмигрантов, стал видным деятелем русской политической эмиграции в США. «Один русский большевик, участвовавший в революции 1905 года и затем много лет проведший в вашей стране», — писал о нём Ленин в августе 1918 года в Письме к американским рабочим.

### Работа в Коминтерне
В 1918 году по указанию Ленина направлен в Швецию для урегулирования вопросов, связанных с дореволюционным финансированием партии большевиков, откуда в январе 1919 года (после поражения Германии в Первой мировой войне) выслан вместе с группой большевиков и английских агентов (Вацлав Воровский, Максим Литвинов, агент MI6 Артур Рэнсом и другие).
В 1919 был первым советским консулом в Мексике, где стоял у истоков одной из параллельно возникших коммунистических партий и способствовал созданию Латиноамериканского бюро III Интернационала. По некоторым сведениям, встречался с президентом Мексики Венустиано Каррансой, которому предложил идею антиимпериалистической борьбы. В Мексике познакомился с индийским эмигрантом-националистом Манабендра Нат Роем, которого обратил в марксизм и привёл в ряды Коммунистического Интернационала.
После работы в Мексике короткое время был советником  в Шотландии. В Турции, опять в качестве советника, встречался с Кемалем Ататюрком.

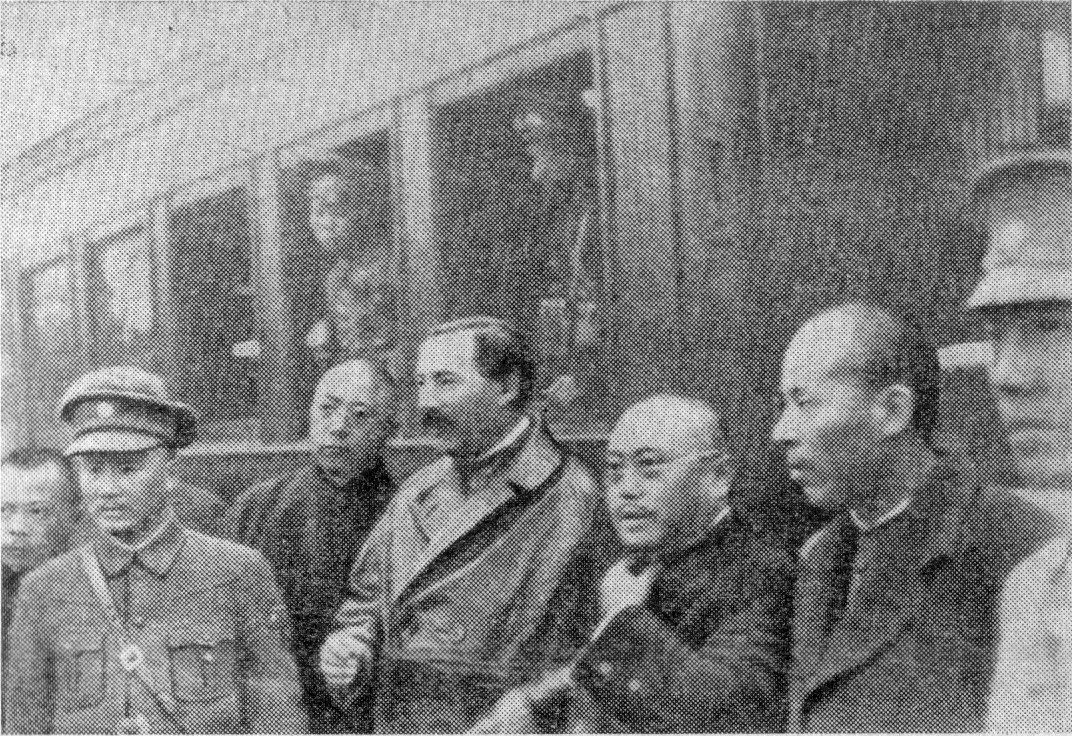
М. М. Бородин в Наньчане. 1926.

В 1919—1922 работал в Коминтерне. В 1922 как агент Коминтерна был арестован в Глазго (Великобритания) и после полугодового заключения выслан из страны.
С 8 сентября 1923 по июль 1927 — политический советник ЦИК Гоминьдана (Китай). Сменил на этом посту А. И. Черепанова. Будучи советником и личным другом Сунь Ятсена, организовывал союз между партией Гоминьдан и китайскими коммунистами. После измены Чан Кайши в 1927 был отозван в Советский Союз вместе с женой, двумя сыновьями и Анной Стронг.

### Работа в СССР
После возвращения в СССР был назначен заместителем наркома труда. В 1932—1934 заместитель директора ТАСС. С 1932 год] — главный редактор англоязычной газеты Московские новости (Moscow News). В 1941—1949 главный редактор Совинформбюро.

### Арест и смерть
Арестован в 1949 году в ходе кампании по борьбе с «космополитами». Умер 29 мая 1951 года в Лефортовской тюрьме во время следствия после избиений. После смерти Сталина реабилитирован.

## Семья
Жена — Фаина (Фанни) Семёновна Бородина (в девичестве Орлюк). Познакомился с ней в 1908 году на партийном собрании в Чикаго.
Дети:
- Фёдор (Фрэд) Михайлович Бородин (род. 1908) — полковник Красной Армии, погиб в начале Великой Отечественной войны.
- Норман Михайлович Бородин (1911—1974) — разведчик и журналист[8].

## Внешность
Он был высокого роста, носил китель и брюки навыпуск, говорил гулким, густым басом, который шел к его большой, уже слегка отяжелевшей фигуре. Двигался Михаил Маркович легко и бодро, несколько откинувшись назад. У него были черные, уже начавшие редеть волосы, которые он зачесывал на косой пробор. (речь идет о 1926 г.) — Вишнякова-Акимова В. В. «Два года в восставшем Китае. 1925-1927»

## Интересные факты
- Михаил Бородин был прототипом одного из главных героев романа Андре Мальро «Завоеватели»[9][нет в источнике].
- Сын М. Бородина, Норман Бородин, был одним из прототипов Штирлица. «Мы с братом познакомили Нормана с Юлианом Семёновым, и это знакомство подвигло Юлиана на написание романа „Семнадцать мгновений весны“… Человек знал всё на свете» (из интервью с Георгием Вайнером).